# Servië op de Olympische Winterspelen 2014
Servië was een van de landen die deelnam aan de Olympische Winterspelen 2014 in Sotsji, Rusland. 
Van de acht olympiërs (vijf mannen en drie vrouwen) die Servië vertegenwoordigden bij de tweede deelname van het land aan de Winterspelen nam bobsleepiloot Vuk Rađenović voor de derde keer deel, in 2002 (nog namens Joegoslavië) en in 2010 als bemanningslid in de viermansbob. De vlaggendragers namens Servië, Milanko Petrović (opening) en Nevena Ignjatović (sluiting) namen beide voor de tweede keer deel. De andere vijf waren debutant op de Spelen.
Milanko Petrović nam deel in twee sportdisciplines, biatlon en langlaufen. 

## Deelnemers en resultaten
(m) = mannen, (v) = vrouwen 

### Alpineskiën
| Olympiër          | Onderdeel        | Resultaat | Prestatie                                                           |
| ----------------- | ---------------- | --------- | ------------------------------------------------------------------- |
| Marko Vukićević   | reuzenslalom (m) | DNF       | 1e run: niet gefinisht                                              |
| Marko Vukićević   | slalom (m)       | DNF-1     | 1e run: niet gefinisht                                              |
| Marko Vukićević   | super g (m)      | 48e       | 1.23,88 (+5,74)                                                     |
|                   |                  |           |                                                                     |
| Nevena Ignjatović | reuzenslalom (v) | 28e       | 1e run: 1.22,14 (29e) 2e run: 1.20,32 (26e) totaal: 2.42,46 (+5,59) |
| Nevena Ignjatović | slalom (v)       | DNF       | 1e run: niet gefinisht                                              |

### Biatlon
| Olympiër         | Onderdeel       | Resultaat | Prestatie                   |
| ---------------- | --------------- | --------- | --------------------------- |
| Milanko Petrović | individueel (m) | 69e       | 56.45,4 [1+2+0+3] (+7.13,7) |
| Milanko Petrović | sprint (m)      | 69e       | 27.08,2 [1+2] (2.34,7)      |

### Bobsleeën
| Olympiër                         | Onderdeel       | Resultaat | Prestatie                                                 |
| -------------------------------- | --------------- | --------- | --------------------------------------------------------- |
| Vuk Rađenović Aleksandar Bundalo | tweemansbob (m) | DNF       | run 1: 58,31 (29e) run 2: 58,56 (29e) run 3: niet gestart |

### Langlaufen
| Olympiër         | Onderdeel             | Resultaat | Prestatie                      |
| ---------------- | --------------------- | --------- | ------------------------------ |
| Milanko Petrović | sprint (m)            | 63e       | kwalificatie: 3.50,20 (+21,85) |
| Milanko Petrović | 15 km klassiek (m)    | 77e       | 46.42,2 (+8.12,5)              |
| Milanko Petrović | 50 km vrije stijl (m) | 50e       | 1:53.35,1 (+6.39,9)            |
| Rejhan Šmrković  | sprint (m)            | 76e       | kwalificatie: 4.02,28 (+33,93) |
| Rejhan Šmrković  | 15 km klassiek (m)    | DNF       | niet gefinisht                 |
|                  |                       |           |                                |
| Ivana Kovačević  | 10 km klassiek (v)    | 75e       | 45.21,3 (+17.03,5)             |

### Snowboarden
| Olympiër   | Onderdeel                | Resultaat | Prestatie                                 |
| ---------- | ------------------------ | --------- | ----------------------------------------- |
| Nina Micić | parallelreuzenslalom (v) | 27e       | kwalificatie: 2.04,94 (1.04,01 + 1.00,93) |
| Nina Micić | parallelslalom (v)       | 31e       | kwalificatie: 1.08,07 (33,64 + 34,43)     |